# Jan Peter Balkenende
Jan Peter Balkenende (n. 7 mai 1956, Biezelinge) este un politician neerlandez, membru al partidului Christen-Democratisch Appèl. Din 22 iulie 2002 până în data de 14 octombrie 2010 a fost prim-ministrul Regatului Țărilor de Jos. 

## Cariera politică
Balkenende a condus patru cabinete.
1. ↑  Jan Peter Balkenende, Munzinger Personen, accesat în 9 octombrie 2017
2. ↑  Jan Peter Balkenende, Brockhaus Enzyklopädie, accesat în 9 octombrie 2017
3. 1 2 3 4  Parlement & Politiek